# Operação Sundevil
A Operação Sundevil foi uma repressão nacional do Serviço Secreto dos Estados Unidos em 1990 contra "atividades ilegais de hackers de computador". Envolveu batidas em aproximadamente quinze cidades diferentes e resultou em três prisões e confisco de computadores, o conteúdo de electronic bulletin board systems (BBSes) e disquetes. Foi revelado em um comunicado de imprensa em 9 de maio de 1990. As prisões e os processos judiciais subsequentes resultaram na criação da Electronic Frontier Foundation. A Operação Sundevil também foi vista como um dos ataques preliminares à Legion of Doom e grupos de hackers semelhantes. O ataque a Steve Jackson Games, que levou ao processo judicial Steve Jackson Games, Inc. v. Serviço Secreto dos Estados Unidos, é frequentemente atribuído à Operação Sundevil, mas a Electronic Frontier Foundation afirma que não está relacionado e cita essa atribuição como um erro de mídia.
O nome vem do Estádio Sun Devil da Universidade Estadual do Arizona, perto da sede local do Serviço Secreto, de onde a investigação e as incursões foram coordenadas.